# Bernard Petitbois
Bernard Petitbois (ur. 19 lipca 1954 w Antananarywie) – francuski lekkoatleta, sprinter, olimpijczyk.

## Kariera sportowa
Odpadł w półfinale biegu na 60 metrów na halowych mistrzostwach Europy w 1976 w Monachium, a na halowych mistrzostwach Europy w 1978 w Mediolanie zajął na tym dystansie 6. miejsce. Zdobył srebrne medale w biegu na 200 metrów i w sztafecie 4 × 100 metrów (w składzie:  Philippe Lejoncour, Petitbois, Lucien Sainte-Rose i Antoine Richard) na igrzyskach śródziemnomorskich w 1979 w Splicie. Odpadł w ćwierćfinale biegu na 200 metrów na igrzyskach olimpijskich w 1980 w Moskwie.
Zdobył brązowy medal na halowych mistrzostwach Europy w 1982 w Mediolanie w biegu na 60 metrów, przegrywając jedynie z Marianem Woroninem z Polski i Walentinem Atanasowem z Bułgarii. Na mistrzostwach Europy w 1982 w Atenach zajął 7. miejsca w biegu na 100 metrów i w sztafecie 4 × 100 metrów (w składzie: Richard, Patrick Barré, Petitbois i Hermann Lomba). 
Petitbois był wicemistrzem Francji w biegu na 200 metrów w 1979 oraz brązowym medalistą na tym dystansie w 1980 i w biegu na 100 metrów w 1979 i 1980. W hali był mistrzem w biegu na 60 metrów w 1976, wicemistrzem w tej konkurencji w 1982 oraz brązowym medalistą w biegu na 50 metrów w 1978.
Był rekordzistą Francji w sztafecie 4 × 200 metrów w 1981 z czasem 1:21,58.
Rekordy życiowe Petitboisa:
- bieg na 100 metrów – 10,40 s (27 maja 1978, Viry-Châtillon)
- bieg na 200 metrów – 20,76 s (6 maja 1979, Les Abymes)
- bieg na 60 metrów (hala) – 6,63 s (6 marca 1982, Mediolan)